# Lübecker Rat 1669
Der Rat der Hansestadt Lübeck im Jahr des Bürgerrezesses 1669. 

## Lübeck 1669
Bei Bürgerrezess ging es nach dem Kassarezess des Jahres 1665, der schon zu Veränderungen im Lübecker Rat geführt hatte, noch einmal um die Teilhabe der Bürger, namentlich der bis dahin vollkommen ausgeschlossenen Ämter  an der Macht, aber es wurde wiederum nicht am Selbstergänzungsprinzip des Rates gerührt, sondern es wurde nur seine Zusammensetzung festgelegt: Danach waren die vier Bürgermeister und 16 Ratsherrn fortan quotal aus bestimmten Gruppenvorschlägen zu wählen. Die einflussreiche Zirkelgesellschaft, die manchmal mehr als die Hälfte der Ratsherren gestellt hatte, hatte so unter den 16 Ratsherren nur noch Anspruch auf drei Sitze. Gleichzeitig wurden die Regelungen zur Unvereinbarkeit bestimmter verwandtschaftlicher Beziehungen (bisher nur Vater/Sohn und Bruder/Bruder) deutlich erweitert und für die Zukunft auch die Beziehungen  Onkel/Neffe bzw. Vetter/Vetter und Verschwägerungen ausgeschlossen. Diese Entwicklung stieß bei den konservativen, aristokratischen Kreisen auf unverhohlene Ablehnung.
1669 ist zugleich das Jahr des letzten Hansetages. Danach bestand die Hanse nur noch aus den Städten Bremen, Hamburg und Lübeck, die als Sachwalter der Hanse die Hanseatische Gemeinschaft bildeten, die mit der gemeinsamen Gesandtschaft in Berlin 1919 ihr Ende fand.

## Bürgermeister
- Gotthard von Höveln, seit 1654. Austritt aus Protest gegen den Bürgerrezess vom 9. Januar 1669
- David Gloxin, seit 1666
- Matthäus Rodde, seit 1667
- Johann Ritter, seit 1669 (vor dem Hansetag am 16. Mai 1669)
- Bernhard Diedrich Brauer, seit September 1669

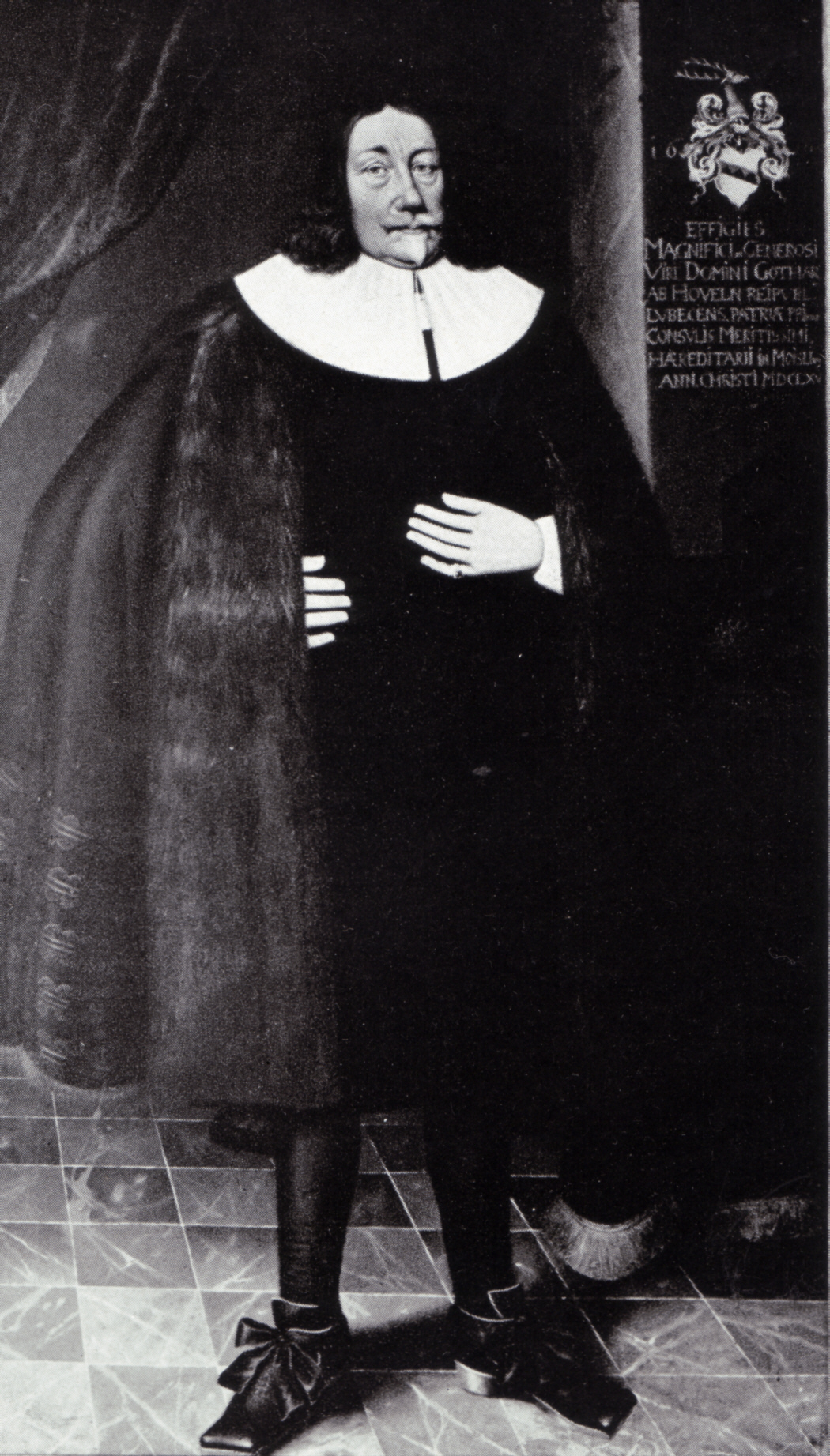
Gotthard von Höveln
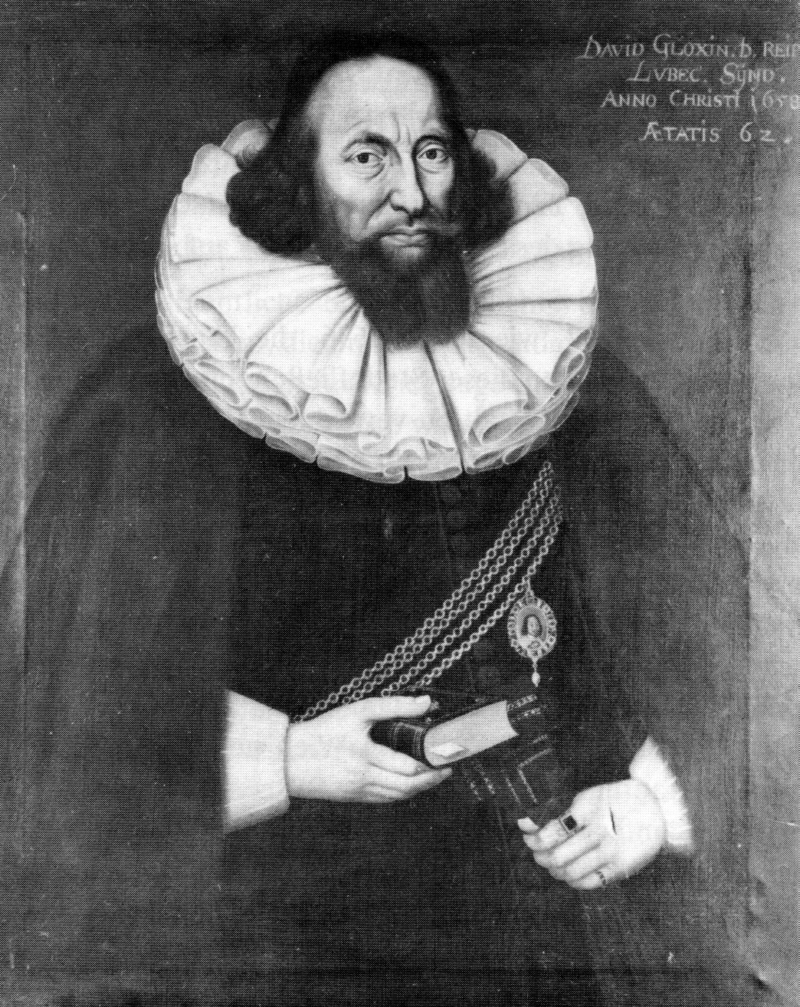
David Gloxin
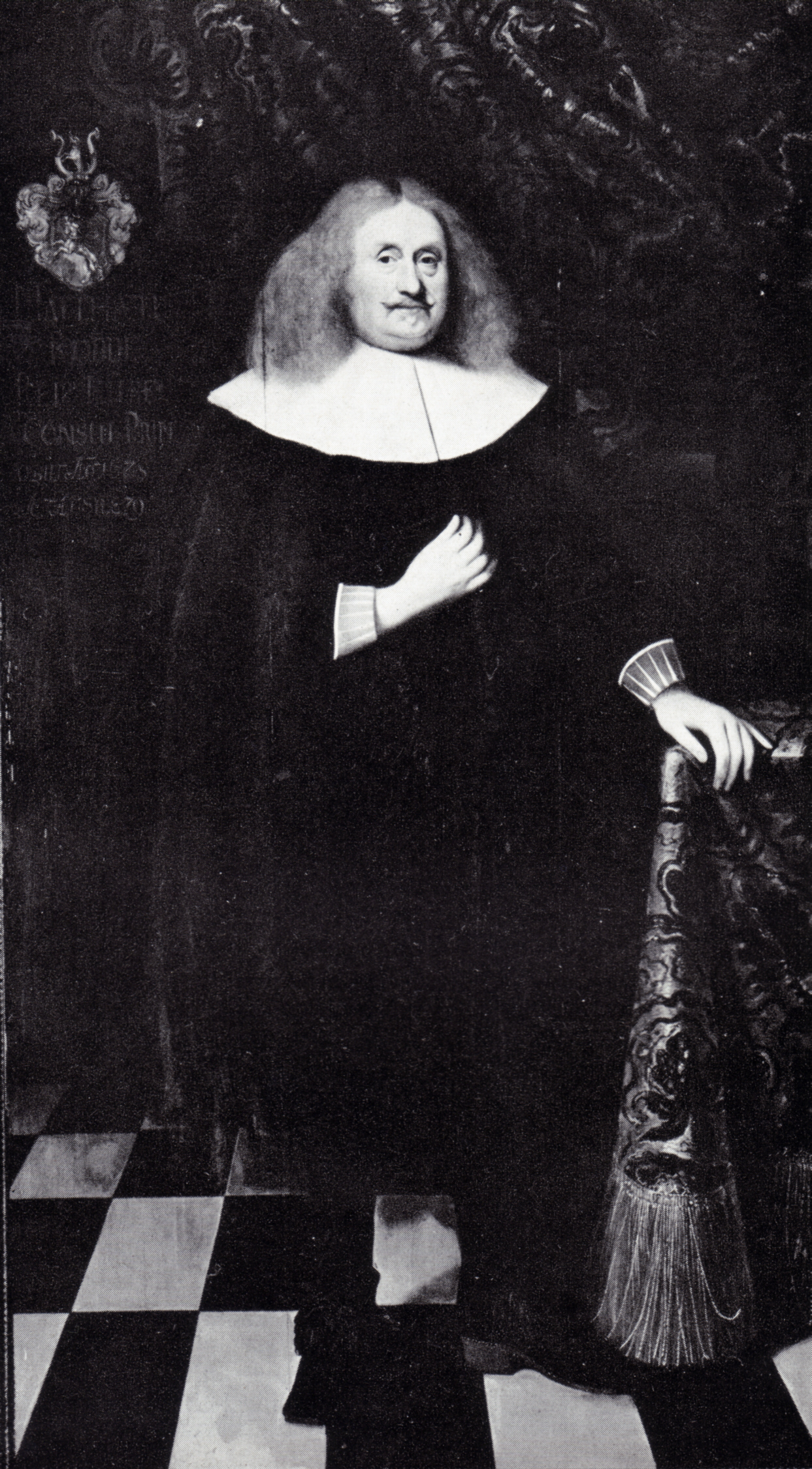
Matthäus Rodde
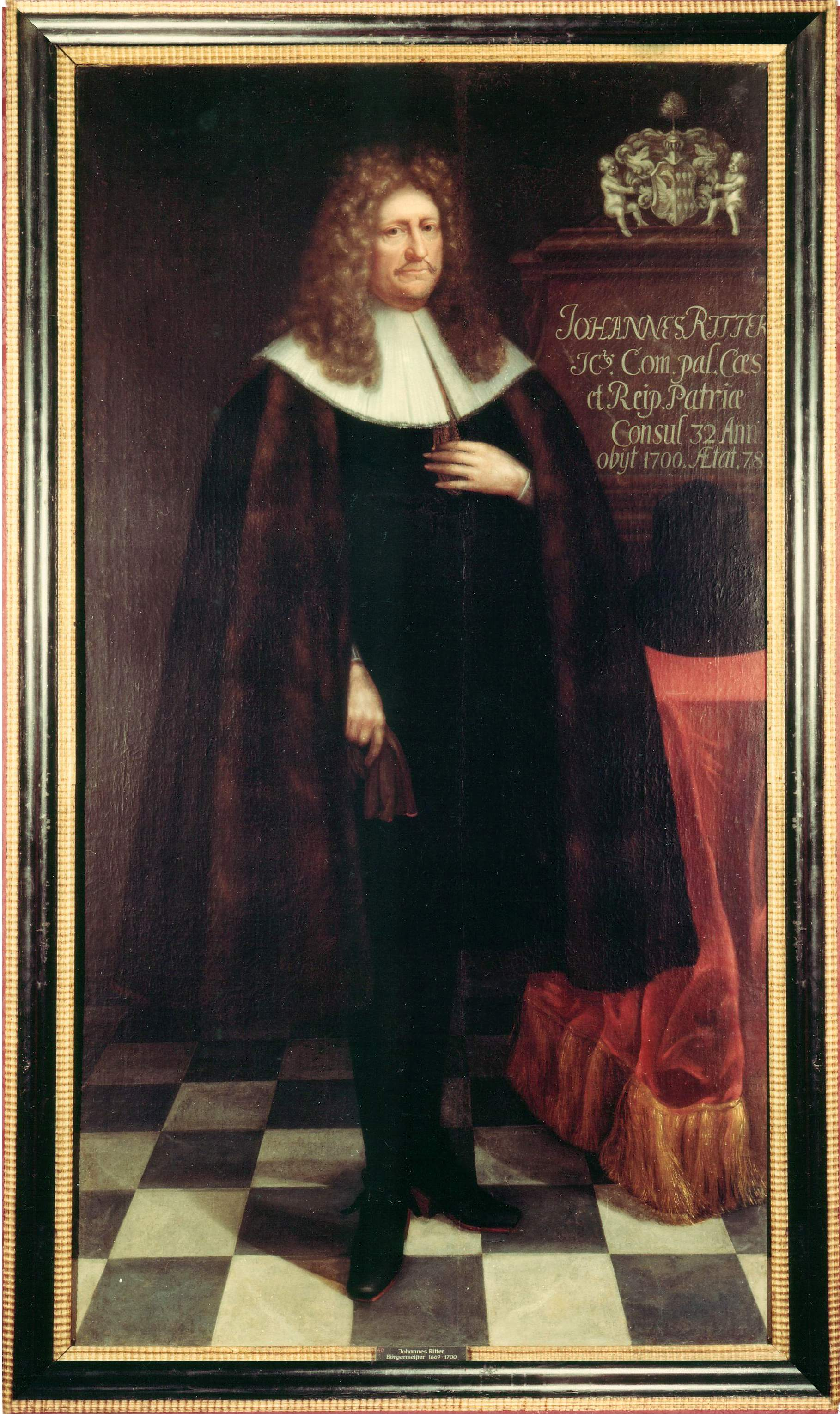
Johann Ritter

## Syndici
- Joachim Carstens, Syndicus seit 1648
- Bernhard Diedrich Brauer, Syndicus seit 1667, ab September 1669 Bürgermeister
- Heinrich Michaelis, Syndicus seit 1668

## Ratsherren
- Gotthard Broemse, seit 1646, Zirkelgesellschaft
- Hermann Petersen, seit 1651, Spanische Kollekten
- Heinrich Kerkring (1610–1693), seit 1654, Zirkelgesellschaft
- Friedrich von Ploennies, seit 1654, Jurist
- Lucas Stauber, seit 1654, Jurist. Gestorben 1669.
- Diedrich von Brömbsen, seit 1659, Zirkelgesellschaft. Ausgetreten 1669.
- Konrad Schinkel, seit 1659
- Matthias Bornefeldt, seit 1659. Gestorben 1669.
- Jürgen von Stiten, seit 1666, Zirkelgesellschaft
- Heinrich Wedemhof (1617–1674), seit 1666
- Bernhard Frese, seit 1666[1]
- Nikolaus Schomer, seit 1669, Jurist
- Hugo Schuckmann, seit 1669
- Kaspar von Deginck, seit 1669[2]
- Johann Fischer (Ratsherr), seit 1669, Schonenfahrer[3]
- Peter Lackmann (Ratsherr), seit 1669, Bergenfahrer
- Johann Siricius, seit 1669, Jurist und Bergenfahrer
- Wilhelm von Elswig, seit 1669, Schonenfahrer
- Konrad von Dorne, seit 1669

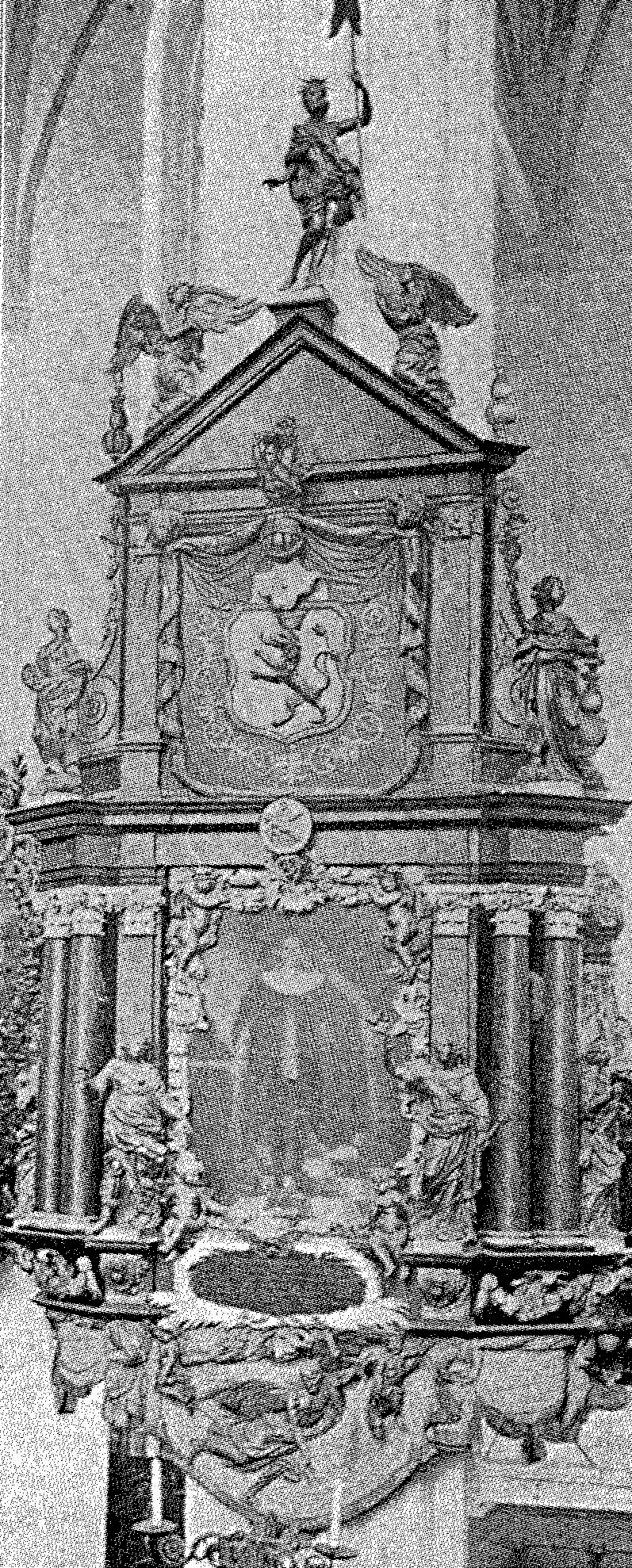
Epitaph Heinrich Kerkring, 1942 zerstört
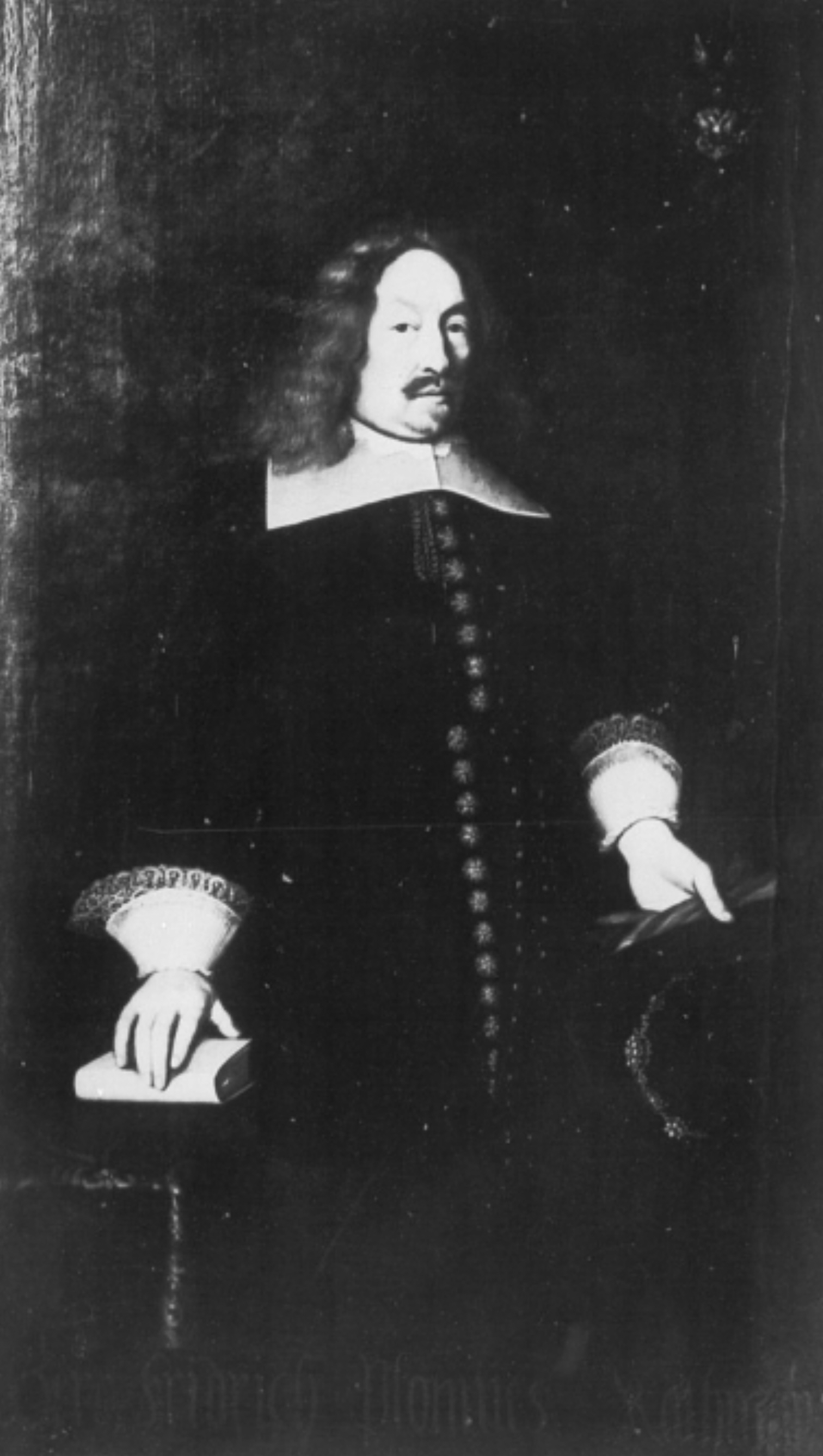
Friedrich Plönnies
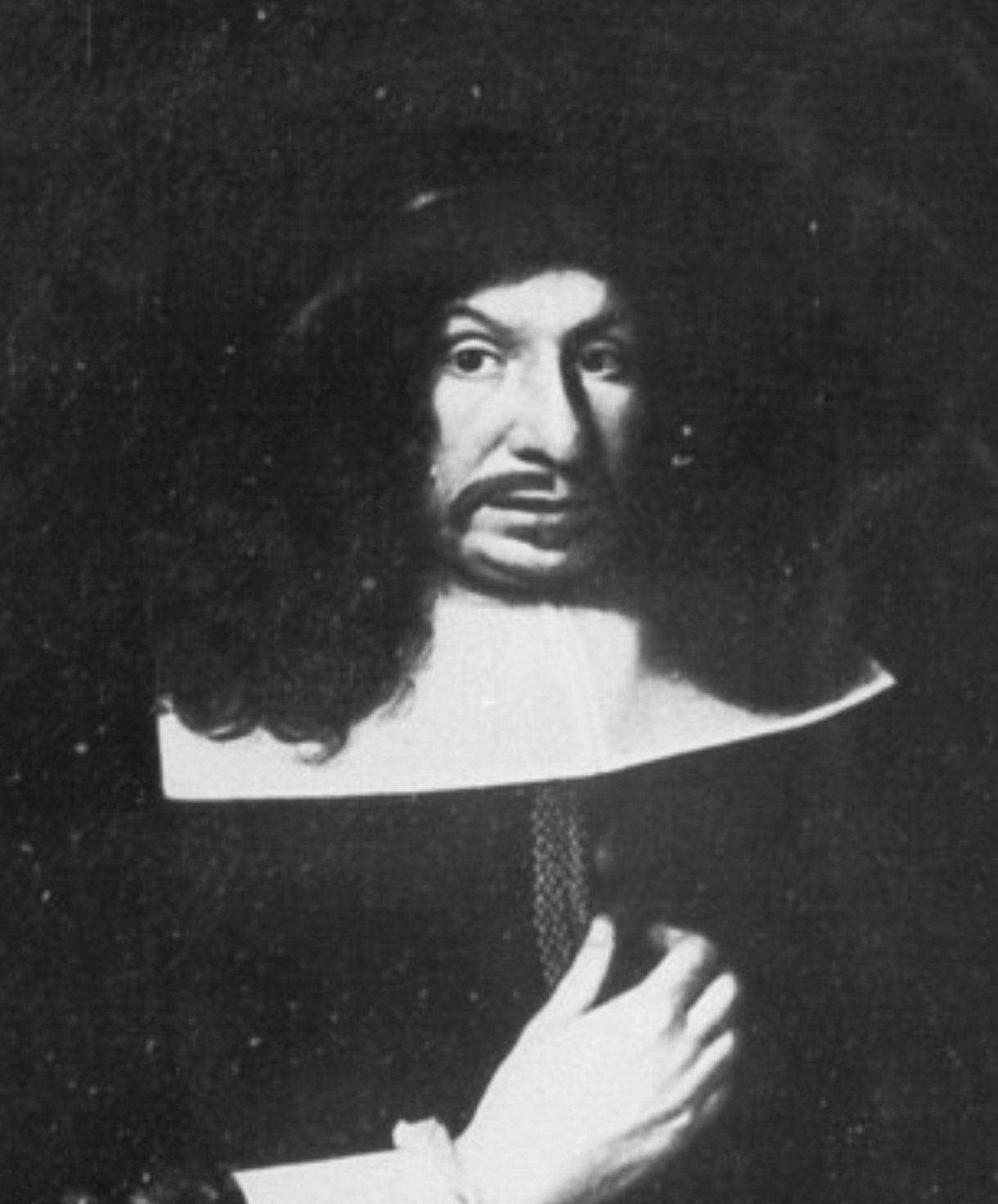
Lucas Stauber
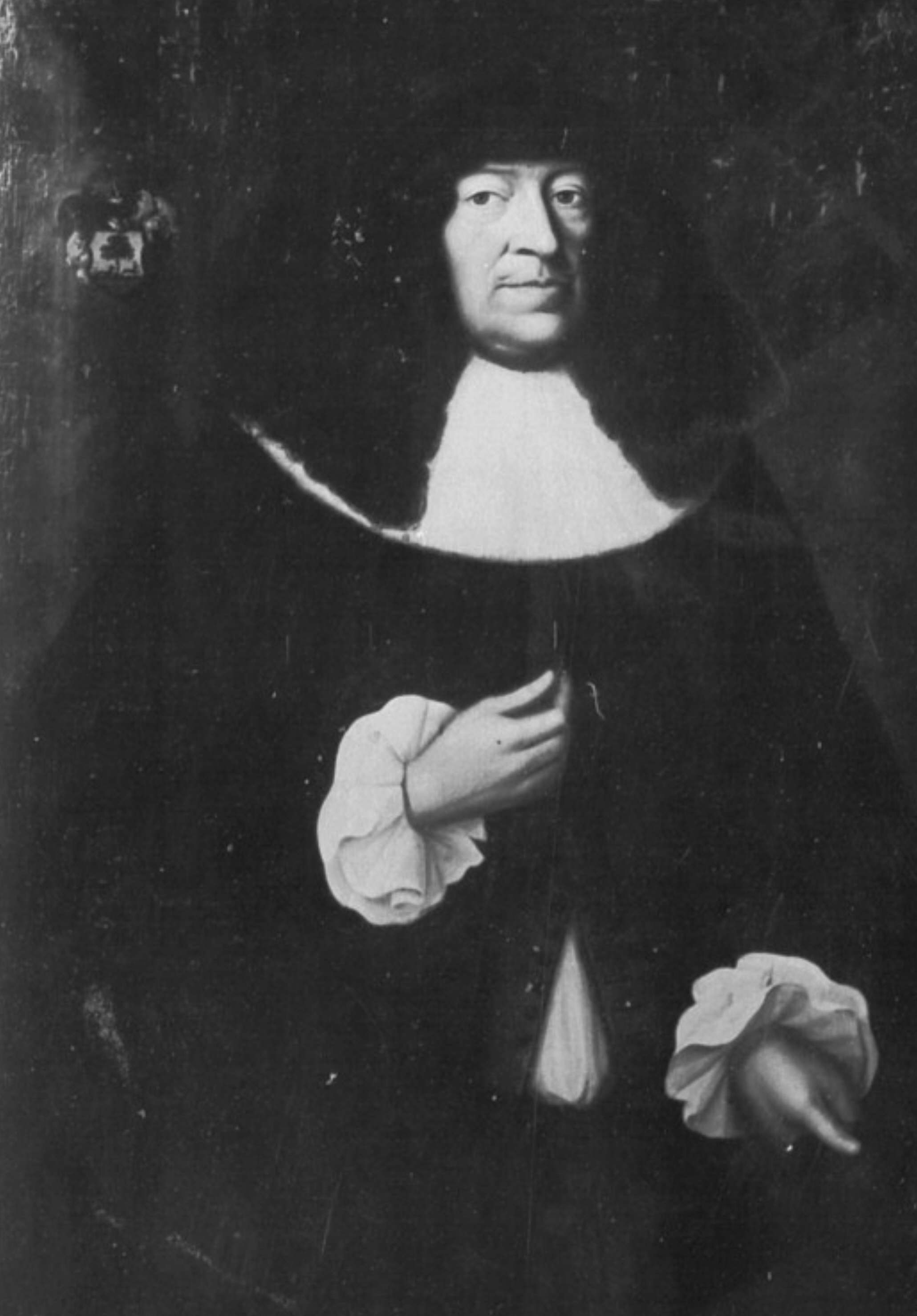
Konrad Schinkel
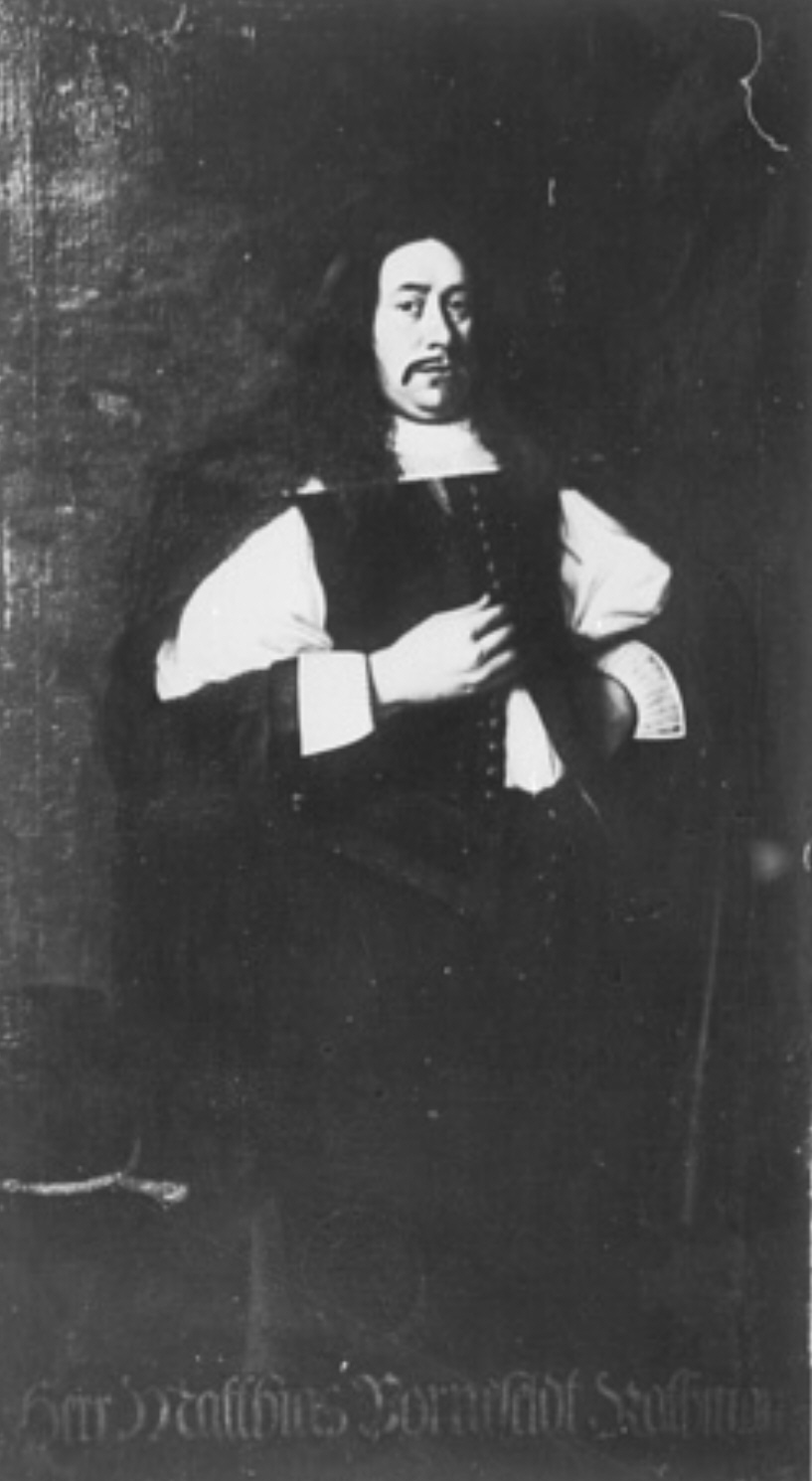
Matthias Bornefeldt
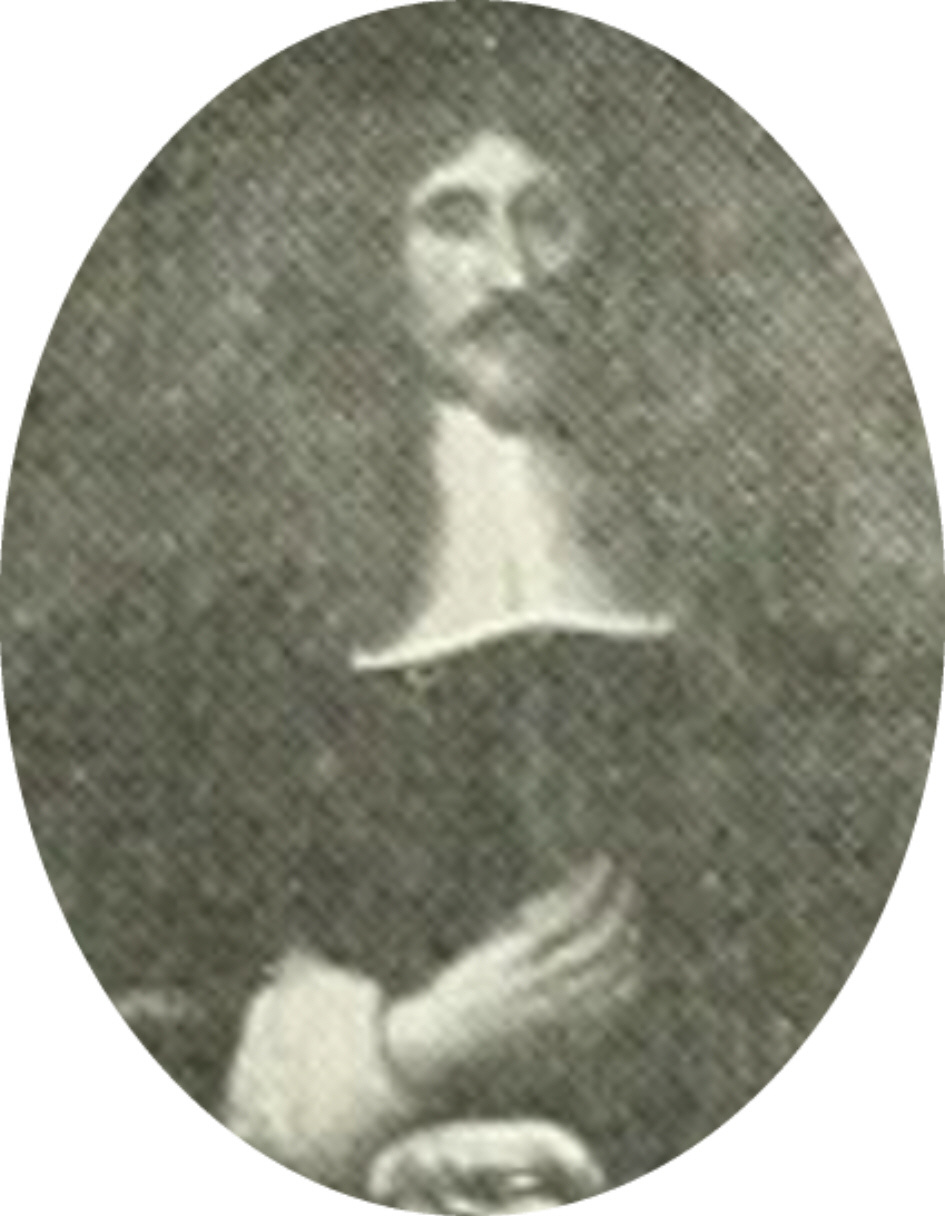
Heinrich Wedemhof
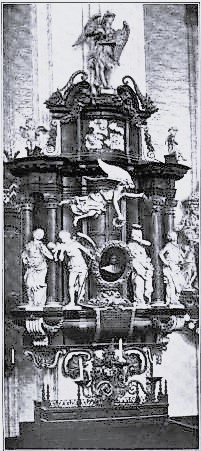
Epitaph Johann Siricius, 1942 zerstört
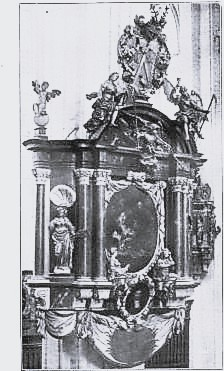
Epitaph Konrad von Dorne, 1942 zerstört

## Ratssekretäre
- Johann Havelandt, seit 1645 (Protonotar)
- Arnold Isselhorst, seit 1650
- Johannes Feldthausen, seit 1657
- Johann Siricius, seit 1667